# Волчанецький Денис Васильович
Волчанецький Денис Васильович (1751, х. Купчин Шишацької сотні Миргородського полку, тепер с. Гоголеве Шишацького району Полтавської обл. - р. см. невід., м. Ярославль, тепер РФ) - професор хірургії. 
Походив з родини священика. Вчився у КМА до класу риторики. Потім вступив до Московської медично-хірургічної школи. 1772 одержав звання підлікаря, але продовжив освіту в Санкт-Петербурзькій адміралтейській госпітальній школі під керівництвом відомого вченого-медика X. Тихорського. 1776 одержав звання лікаря і призначення до 1-го Єлисаветського батальйону, організував Єлисаветський гарнізонний госпіталь (1777) і був його першим директором. 1783 призначений лікарем Київського полку, з 1793 очолював Київський воєнний госпіталь. 1795 знову призначений до Єлисаветського госпіталю головним хірургом, одночасно - професор хірургії Єлисаветської медично-хірургічної школи. Після її ліквідації працював оператором Київської лікарської управи. 1802 призначений інспектором Ярославської лікарської управи, де залишався до кінця життя. В.- автор наукових праць: "Про неврозу", "Про пухлини", "Про отруєння ріжками". Ним розроблена техніка операцій при гангрені нижніх кінцівок. Перу В. належить перший медико-топографічний опис Ярославської губернії. 